# 2009年5月澳门

## 5月29日
- 統計暨普查局公佈今年第一季GDP為320.85億澳門元，下跌12.9%，連續兩季負增長；是自澳門回歸後第一個季度GDP首度出現雙位數跌幅。澳門日報

## 5月28日
- 國際特赦組織年度報告中批評澳門《維護國家安全法》罪行定義模糊，有可能導致濫用壓制人權、言論和結社自由。澳門電台（页面存档备份，存于）
- 何鴻燊對於被新澤西州博彩業監管機構指他涉及與娛樂場有關的有組織犯罪的「指控」是笑話。澳門日報

## 5月27日
- 廣東省政協副主席湯炳權表示拱北口岸除於七月擴建。澳門日報

## 5月26日
- 第六屆亞洲媒體高峰會於威尼斯人渡假村酒店宴會廳開幕。澳門日報

## 5月25日
- 行政長官選舉：
  - 崔世安發表參選行政長官宣言，以「以民為本、傳承創新、共建和諧」為施政目標。澳門日報
  - 兩名澳門科技大學內地生自稱是「代表大學生、網民代表及全體澳門人」冒充《亞洲週刋》記者混入會場。澳門日報
- 政府今日刊憲公布崔世安辭職。明報

## 5月24日
- 中葡論壇常設秘書處輔助辦公室主任姍桃絲表示澳門是中國大陸與葡語國家的最佳平台。澳門日報
- 氣象局發出暴雨警告信號；新橋、台山、高士德、新馬路、筷子基等多處低窪地區出現水浸。澳門日報

## 5月22日
- 一名陝西男子虛報炸彈勒索澳門威尼斯人800萬。澳門日報

## 5月21日
- 澳門金馬輪咖啡餅店焗製一個巨型豬扒包將申請成為健力士世界紀錄大全的「全球最大的豬扒包」。澳門日報

## 5月20日
- 立法會通過了《批准澳門特別行政區政府承擔債務》法案。澳門日報
- 民航局與日本外務省草簽了雙邊航班協定明年三月起每周三班機往來東京。澳門日報

## 5月18日
- 人類豬流感消息
  - 衛生局因人類豬流感於日本社區爆發而調升流感大流行戒備狀態至第五級。澳門日報
  - 一家五口的菲律賓遊客被送往黑沙隔離營隔離。澳門日報

## 5月14日
- 中國國務院依照《澳門基本法》規定根據行政長官報告，批准崔世安辭去社會文化司司長職務。澳門日報

## 5月12日
- 社會文化司司長崔世安宣佈參加第三屆行政長官選舉。澳門電台（页面存档备份，存于）

## 5月11日
- 政府公報刊登行政長官批示，把7月26日訂為第三屆行政長官選舉日。印務局（页面存档备份，存于）
- 政府公報今日刊登行政法規，市民於5月18日起將陸續收到現金分享計劃的支票。印務局（页面存档备份，存于）
- 行政法務司司長陳麗敏表示推廣及宣傳《維護國家安全法》是長期工作而且是每個中國公民責無旁貸的責任。澳門日報

## 5月9日
- 高天賜今日證實葡萄牙外交部授權葡萄牙駐港澳總領事館將會為港澳地區的葡萄牙公民換發智能身份證。維基新聞（页面存档备份，存于）

## 5月4日
- 本年第一季失業率升至3.8%。澳門日報

## 5月2日
- 一名25歲、自美國加州回澳的女子證實並沒有感染甲型H1N1流感。澳門電台（页面存档备份，存于）

## 5月1日
- 有團體發起五一遊行，要求保障住屋、就業，並打出「反對商人治澳」口號。警方指有400人參加，組織方面指有500人參加。澳門電台（页面存档备份，存于）
- 當局於中午起，旅客需向當局申報健康。澳門日報